# Ленский, Юлиан Марианович
Юлиан Марианович Ленский (пол. Julian Leński, настоящая фамилия Лещинский, пол. Leszczyński; 8 января 1889, Плоцк — 21 сентября 1937, Москва) — деятель польского и международного коммунистического движения, публицист.

## Биография
Родился в Плоцке в семье рабочего. Поляк. Член СДКПиЛ с 1906 года. В 1909 году поступил на философский факультет Ягеллонского университета, из которого в 1910 году был временно исключен за руководство студенческой забастовкой. В 1910 председатель Союза социалистической молодёжи «Спуйня». С 1913 года член Варшавского комитета СДКПиЛ. Один из лидеров розламовцев (группа польских социал-демократов, тесно сотрудничавших с большевиками); участник Поронинского совещания ЦК РСДРП (1913). За революционную деятельность неоднократно арестовывался царским правительством.
В ноябре 1917 года  избран в Учредительное Собрание по Минскому избирательному округу по списку № 9 (большевики).
В 1917—1918 годах член Центрального исполнительного комитета групп СДКПиЛ в России и редактор газеты «Трыбуна» («Trybuna»). Участник 7-й (Апрельской) конференции, делегат VI съезда РСДРП(б) и VII съезда РКП(б). Участник Октябрьской революции в России. В октябре 1917 года — комиссар Военно-революционного комитета, в ноябре — июне 1919 года — комиссар по польским делам (в составе Наркомнаца), был помощником И. Сталина, с которым близко сошёлся.
Член ВЦИК 2-го и 3-го созывов. В 1919 году народный комиссар просвещения Литовско-Белорусской советской республики, член ЦК КП Литвы и Белоруссии. В 1921—1923 годах член польского бюро ЦК РКП(б). Участник 2-го съезда Коммунистической партии Польши и делегат её 4—6 съездов.
В 1924 году работал во Французской коммунистической партии, был одним из редакторов газеты «Юманите». С 1925 года член Политбюро ЦК компартии Польши. Возглавил фракцию «меньшинства», которая вела борьбу против находившегося у руководства правого крыла и в итоге пришедшую при поддержке Коминтерна к руководству в компартии. В 1929 году избран генеральным секретарём КПП. Несколько раз был арестован правительством  Польши, а также Германии, где находился в конце 1920-х — начале 1930-х годов.

Ю. Ленский на марке ПНР. 1978 год

Участник 5—7-го конгрессов Коминтерна. С 1928 года член Исполнительного комитета Коммунистического интернационала и кандидат в член Президиума ИККИ, с июля 1929 года — член Президиума ИККИ.
Сыграл большую роль в разработке платформы и тактики единого рабочего и антифашистских народных фронтов.
Арестован 19 июня 1937 года. 21 сентября Военной коллегией Верховного суда СССР приговорён к высшей мере наказания «за участие в польской шпионской террористической организации». Расстрелян в Москве в тот же день. Похоронен на Донском кладбище. В 1955-м году реабилитирован, восстановлен в партии (посмертно).
Имя Ю.М. Лещинского носит одна из улиц Фрунзенского района в Минске.